# マウントジョイ子爵
マウントジョイ子爵（マウントジョイししゃく、英: Viscount Mountjoy）は、イギリスの貴族爵位。アイルランド貴族で2度、グレートブリテン貴族で1度創設され、グレートブリテン貴族での創設のみビュート侯爵の従属爵位として存続している。

## 歴史
陸軍軍人第3代準男爵サー・ウィリアム・ステュアート(1653–1692)は1683年3月19日にアイルランド貴族であるドニゴール県におけるラマルトンのステュアート男爵とティロン県におけるマウントジョイ子爵に叙された。爵位名はティロン県のマウントジョイ城に由来する。彼は大トルコ戦争で神聖同盟の一員として戦い、1686年のブダ包囲戦で重傷を負ったほか、大同盟戦争にも参戦して、1692年のステーンケルケの戦いで戦死した。2代子爵ウィリアム・ステュアート(1675–1728)も陸軍軍人だった。3代子爵ウィリアム・ステュアートはブレッシントン子爵家（1732年廃絶）の母から子爵家の遺産を相続したのち、1745年12月7日にウィックロー県におけるブレッシントン伯爵位に叙されたが、息子に先立たれ、1769年に死去すると準男爵位以外の爵位が廃絶、準男爵位は遠戚のアンズリー・ステュアート(1725–1801)が継承した。
第2代マウントジョイ子爵の弟アレグザンダーの娘アンの孫ルーク・ガーディナー(1745–1798)はアイルランド庶民院議員、アイルランド枢密院の枢密顧問官を務めた政治家であり、1789年9月19日にアイルランド貴族であるティロン県マウントジョイのマウントジョイ男爵に、1795年9月30日にティロン県マウントジョイのマウントジョイ子爵に叙された。2代子爵チャールズ・ジョン・ガーディナー(1782–1829)は1816年1月12日にブレッシントン伯爵に叙されたが、息子に先立たれ、1829年に死去すると爵位はすべて廃絶した。初代ブレッシントン伯爵と夫人マーガレット(1789–1849)は詩人の第6代バイロン男爵ジョージ・バイロンの友人だった。
政治家の第4代ビュート伯爵ジョン・ステュアート(1744–1814)は1794年に母からマウント・ステュアート男爵位を継承したほか、1796年3月21日にグレートブリテン貴族であるビュート州侯爵、ウィンザー伯爵、ワイト島におけるマウントジョイ子爵に叙された。以降マウントジョイ子爵位はビュート侯爵の従属爵位として存続している。

## マウントジョイ子爵（1683年）
- 初代マウントジョイ子爵ウィリアム・ステュアート（英語版）（1653年 – 1692年）
- 第2代マウントジョイ子爵ウィリアム・ステュアート（1675年 – 1728年）
- 第3代マウントジョイ子爵・初代ブレッシントン伯爵ウィリアム・ステュアート（1709年 – 1769年）
  - マウントジョイ子爵ウィリアム・ステュアート（1735年 – 1754年）

## マウントジョイ子爵（1795年）
- 初代マウントジョイ子爵ルーク・ガーディナー（1745年 – 1798年）
- 第2代マウントジョイ子爵・初代ブレッシントン伯爵チャールズ・ジョン・ガーディナー（1782年 – 1829年）
  - マウントジョイ子爵ルーク・ウェリントン・ガーディナー（1813年 – 1823年）